# Elsterpurzler
| Elsterpurzler                               | Elsterpurzler                       |
| D/0828                                      | D/0828                              |
| ------------------------------------------- | ----------------------------------- |
| Rassengruppe                                | Tümmler und Hochflieger             |
| Standardbestimmend im Europäischen Verband: | Bund Deutscher Rassegeflügelzüchter |
| Liste von Taubenrassen                      |                                     |

Der Elsterpurzler ist eine deutsche Haustaubenrasse. Es sind lebhafte, fluggewandte Tauben aus der Gruppe der Tümmlertauben, die für bestimmte Flugstile, das „Stellen“ und „Purzeln“ bekannt sind. Der Elsterpurzler gehört zu den ältesten deutschen Taubenrassen.

## Geschichte
Der Elsterpurzler war im 19. Jahrhundert eine weit verbreitete und regional mit unterschiedlichen Namen versehene Taube. Er geriet um die Jahrhundertwende aber zunehmend in Vergessenheit, da die langschnäbligen Tümmler in Mode kamen und ihre Züchter dem Ideal der in England erzüchteten Simpson-Elster nachstrebten. Er überlebte nur im Stillen auf dem Land, bei einigen wenigen Taubenliebhabern, die den Moden nicht nacheiferten und ihre Zucht auch während der Weltkriege fortführten. In den Nachkriegsjahren lehnten die „Langschnabelzüchter“ die Anerkennung des Elsterpurzlers als eigenständige Rasse zunächst ab. Diese erfolgte mit der Veröffentlichung der Musterbeschreibung im Juni 1951.
Die Pechschnäbligen sind nach 1950 in der Oberlausitz erzüchtet worden und sind nach der Deutschen Wiedervereinigung in den Standard des Bundes Deutscher Rassegeflügelzüchter als Farbvariante übernommen worden. Seit 2012 sind mit der Anerkennung des pechschnabeligen, blaugehämmerten Elsterpurzlers insgesamt 14 Farbenschläge dieser Rasse anerkannt.